# Pseudomesochra tamara
Pseudomesochra tamara är en kräftdjursart som beskrevs av Smirnov 1946. Pseudomesochra tamara ingår i släktet Pseudomesochra och familjen Pseudotachidiidae. Inga underarter finns listade i Catalogue of Life.